# ルーシ・ビザンツ条約 (907年)
ルーシ・ビザンツ条約は907年にキエフ・ルーシとビザンツ帝国の間に締結された最初の条約。『原初年代記』によれば、この最初の条約はオレグが行ったコンスタンティノープルへの襲撃の結果として結ばれた。学者は概ねこの条約を続く911年の条約への下ごしらえと見ている。
この条約で最も目立つ点は、コンスタンティノープルにおけるルーシ商人の居留について規定されたことである。ルーシ商人は武器を持たず、一回50人を越えない人数、帝国衛兵の同伴付きの規則で特定の門から都市に入ることが許され、到着時には帝国当局の登記を受け、食物の供給および月ごとの扶養手当を半年受け取ることが定められた。
条約の締結時には、ビザンツ側が十字架に口付けをし、ルーシ側は彼らの神ペルーン、ベレスにかけて誓った。